# Сокорро (округ)
Соко́рро (Socorro) — округ в штате Нью-Мексико в США. Административный центр округа — город Сокорро.

## История
Округ Сокорро был образован 1 июля 1850 года.

## География
Расположен в центральной части штата Нью-Мексико. Общая площадь территории округа — 17 221 км², из которых 17 216 км² составляет суша, а 5,2 км² — водная поверхность.

## Демография
Население округа составляло:
- по переписи 2010 года — 17 866 человек;
- по переписи 2000 года — 18 078 человек.

## Дополнительные сведения
На плато Св. Августина, к западу от города Сокорро сооружён радиоинтерферометр VLA Национальной радиоастрономической обсерватории США. Это система из 27 параболических полноповоротных антенн диаметром по 25 м, имеющая три плеча по 22,4 км, расположенных в виде буквы Y.